# David Guest
David Guest (Londres, Anglaterra, 6 de gener de 1911 - Gandesa, Catalunya, 28 de juliol de 1938) va ser un matemàtic i filòsof britànic que va participar com a voluntari a lluitar per la causa republicana durant la Guerra Civil espanyola i va morir a Catalunya el 1938.

## Biografia
Va ser fill de Leslie Haden-Guest, 1r Baró de Haden-Guest. Va ingressar al Trinity College de Cambridge el 1929 i va estudiar entre 1930 i 1931 a Göttingen, Alemanya, on va ser sentenciat a dues setmanes de presó per activitat política antinazi. Al seu retorn a Anglaterra es va incorporar al Partit Comunista a Cambridge el 1931. Allà es va convertir en el cap d'una cel·lula del partit que incloïa John Cornford, Guy Burgess, Donald Maclean, Victor Kiernan i James Klugmann. Es va afirmar que David Guest "anava a pas a la sala de Trinity amb un martell i una falç a la solapa".
Després d'abandonar Cambridge, va fer classes de matemàtiques i va treballar per al partit comunista a la Llibreria dels Pobles de Lavender Hill, també va ensenyar durant un temps a una escola secundària per a nens de parla anglesa a Moscou.
El 1938 va deixar el seu càrrec de professor a la University College de Southampton, per incorporar-se com a voluntari a les Brigades Internacionals. Va escriure sobre la seva decisió:
Avui, certament, hem entrat en un període de crisi, quan els arguments dels "temps normals" ja no s'apliquen quan hi ha consideracions d'utilitat més immediata. Per això he decidit aprofitar l'ocasió per anar a Espanya.

Va arribar a Espanya el 31 de març de 1938 i es va incorporar al Batalló Britànic de les Brigades Internacionals. El batalló va entrar en acció a la batalla de l'Ebre, que va començar el 25 de juliol de 1938. Tres dies més tard, el 28 de juliol de 1938, David Guest va ser assassinat en el turó 481,a Gandesa per un franctirador, mentre llegia un diari.
Després de la seva mort, es van publicar les seves notes com a "A Text Book of Dialectical Materialism", el 1939.

## Obres
- Guest, David, (1939) A Text Book of Dialectical Materialism, Lawrence And Wishart (republished as Lectures on Marxist Philosophy (1963))